# Filmový muzikál

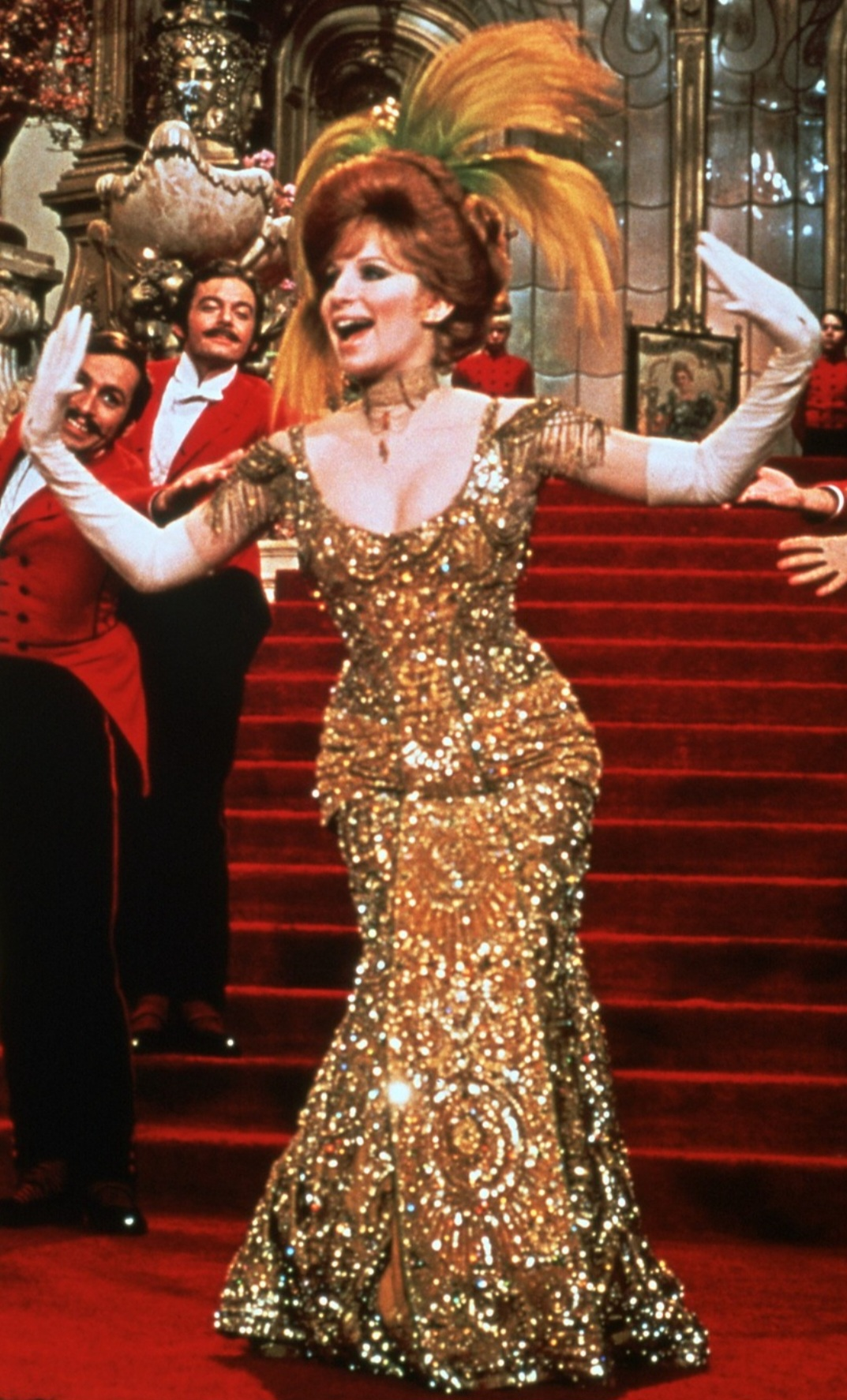
Barbra Streisandová v Hello, Dolly! (1969)

Muzikálový film, nebo též filmový muzikál, je jeden z filmových žánrů. Obsahem muzikálového filmu je mluvené slovo herců kombinující se s jejich zpěvem, často doprovázeným také tancem, to vše za doprovodu specifické filmové hudby. K muzikálovým filmům se řadí Mamma Mia! (2008), Pomáda (1978), West Side Story (1965, 10 Oscarů) či Emilia Pérez (2024, 7 Césarů, 4 Zlaté glóby, 2 Oscary). Může jít o filmové adaptace původních, obvykle komerčně úspěšných, divadelních muzikálů. Tento žánr také může být vhodně kombinován s jinými filmovými žánry, nejčastěji s žánry komediální či fiktivní povahy.